# کی‌بی‌اس۱
کی‌بی‌اس۱ (انگلیسی: KBS1) یک شبکهٔ تلویزیونی عمومی کره جنوبی است. برنامه‌ریزی برنامه‌های آن جامع و عمومی و با تمرکز قوی بر برنامه‌های سطح بالا و کره‌ای، گستره‌ای از اخبار و اتفاقات فعلی، برنامه‌سازی‌های فرهنگی، پوشش خبری ورزشی، مجموعه‌های سرگرمی، درام، تاک‌شوها و برنامه‌سازی‌های کودکان است.

## لوگوها

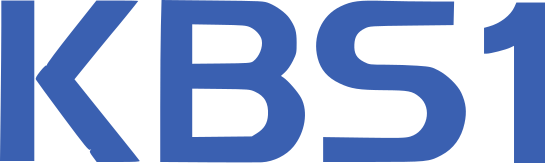
۱۹۸۴–۲۰۱۸
۲۰۱۸–اکنون